# Euglossa modestior
Euglossa modestior är en biart som beskrevs av Dressler 1982. Euglossa modestior ingår i släktet Euglossa, tribus orkidébin, och familjen långtungebin. Inga underarter finns listade.